# In assenza di te
In assenza di te (в переводе с английского языка «В отсутствие тебя») — поп-песня итальянской певицы Лауры Паузини из её четвёртого альбома, La mia risposta («Мой ответ»). «En ausencia de ti» — это испаноязычная версия песни. Песня была выпущена во Франции в июне 2003 года. Английская версия «It’s not Goodbye» («Мы не прощаемся») возникла во всех остальных версиях и была выпущена в конце 2003 года как сингл с альбома From Inside («Изнутри») .
Песня остается одним из самых известных долгоиграющих хитов Паузини. Он также помог продвинуть альбом с другим хит-синглом «Un’emergenza d’amore» («Непредвиденная любовь»). Все три версии были выпущены в виде синглов, хотя видеоклипы были сняты только на итальянскую и испанскую версию песни.
И испанская, и итальянская версии были включены в альбом лучших хитов Паузини, E ritorno da te («И я возвращаюсь к тебе»).
До того, как песня была выпущена в качестве сингла, она стала известной в Бразилии, где использовалась как часть саундтрека к теленовелле Pecado Capital («Смертный грех»). Позже Паузини выпустила специальную версию сингла только в этой стране (см. ниже).
Песню считают одним из самых страстных музыкальных произведений.

## Трек-листы
CD single — «In assenza di te»
1. «In assenza di te» — 4:30
2. «Un’emergenza d’amore» (Rob’s Rock Remix) — 4:38

CD Maxi — «In assenza di te» Remix
1. «In assenza di te» (Dave’s Radio Mix) — 3:46
2. «In assenza di te» (Album Version) — 4:38
3. «In assenza di te» (Dave’s Club Mix) — 7:32
4. «Un’emergenza d’amore» (Rob’s Rock Remix) — 4:38

CD single — «In assenza di te» — Германия — 2001 version
1. «In assenza di te» — 4:31
2. «E ritorno da te» — 3:59

CD single — "In assenza di te — Promo 00599 Warner Music Brasile(1999)
1. «In assenza di te»

CD single — «En ausencia de ti» — Promo 1192 Warner Music Messico, Promo 1155 Colombia (1999)
1. «En ausencia de ti»

CD single — «En ausencia de ti» — 3984261762 Warner Music Spagna (1999)
1. «En ausencia de ti»
2. «Emergencia de amor» (Rob’s Rock)

CD single — «It’s Not Goodbye» Promo 4097 Warner Music Europa
1. «It’s not good-bye»

## Чарты
| Чарт (2003-13)                  | Высшая позиция |
| ------------------------------- | -------------- |
| Франция (SNEP)                  | 42             |
| Франция (France Airplay, SNEP)  | 26             |
| Италия (FIMI)                   | 20             |
| Польша (Польские Чарты Airplay) | 3              |

## Кавер-версии
Песня была исполнена израильским певцом Саритом Хададом; версия на иврите «Ha-ezev Betochi» или «Печаль во мне» была переведена на английский язык. Малайская версия была исполнена «Aku Masih Setia» певицей Dia Fadila.